# Jerzy Kirchmayer

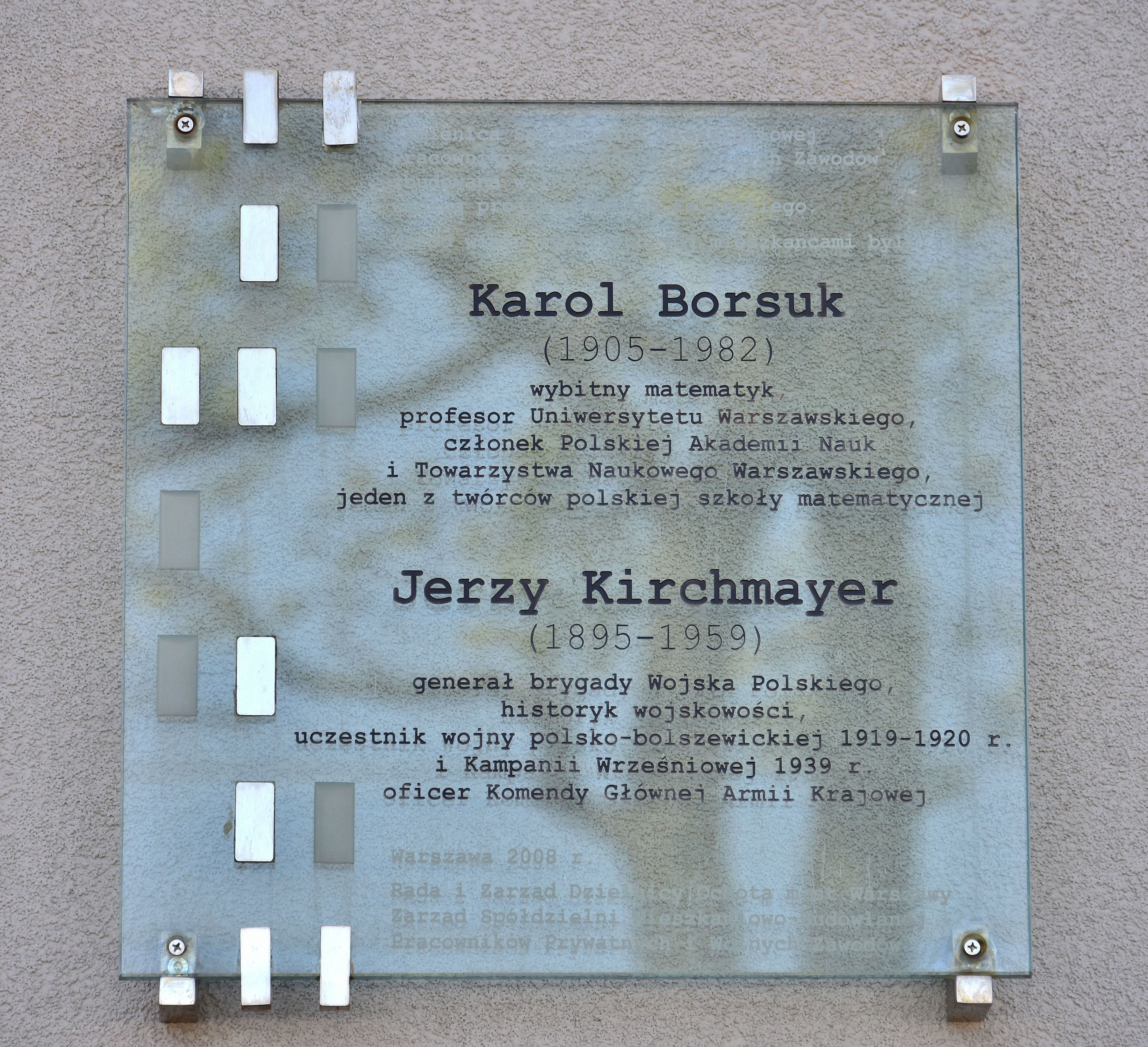
Tablica pamiątkowa na budynku przy ul. Filtrowej 63 w Warszawie

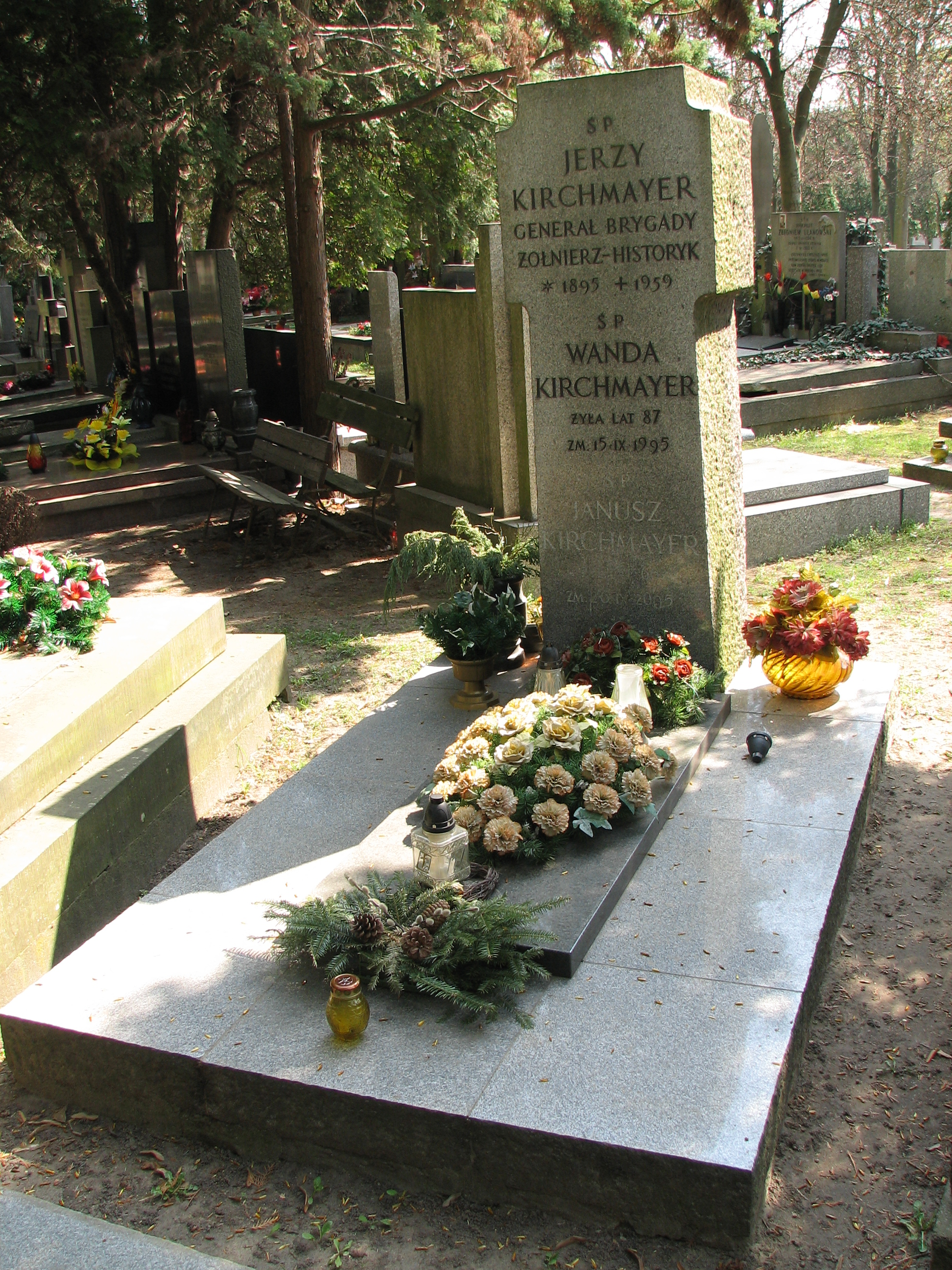
Grób gen. Jerzego Kirchmayera i jego żony Wandy na Cmentarzu Wojskowym na Powązkach w Warszawie

Jerzy Maria Józef Kirchmayer, ps. Andrzej, Adam (ur. 29 sierpnia 1895 w Krakowie, zm. 11 kwietnia 1959 w Otwocku) – oficer dyplomowany Wojska Polskiego w II RP, generał brygady ludowego Wojska Polskiego, współautor planu akcji zbrojnej AK „Burza”, historyk wojskowości, pisarz i publicysta, szef Oddziału Historycznego Sztabu Generalnego Wojska Polskiego, dyrektor nauk Akademii SG WP, zastępca profesora w Instytucie Historii Polskiej Akademii Nauk, wiceprezes Zarządu Głównego, Rady Naczelnej i Komisji Odznaczeń ZBoWiD.

## Życiorys
Syn Kazimierza, adwokata, i Wandy z Matłaczyńskich. Szkołę powszechną ukończył we Lwowie, a w 1914 gimnazjum – Zakład Naukowo-Wychowawczy Ojców Jezuitów w Chyrowie, gdzie otrzymał maturę.
W 1914 aresztowany na terenie Królestwa Polskiego przez władze rosyjskie i wywieziony w głąb Rosji. W 1918 wstąpił do brygady lekkiej organizującego się na Ukrainie III Korpusu Polskiego. Po powrocie do kraju wstąpił ochotniczo do Wojska Polskiego. Od 29 grudnia 1918 rozpoczął służbę w 7 pułku artylerii polowej, w szeregach którego brał udział w wojnie polsko-bolszewickiej.
Po wojnie pozostał w wojsku. Szkołę Podchorążych Artylerii w Poznaniu ukończył w 1921, Centrum Wyszkolenia Artylerii w Toruniu – w 1924. W latach 1921–1930 służył na niższych stanowiskach dowódczych w 3 pułku artylerii ciężkiej i 16 pułku artylerii polowej z dwuletnią przerwą (1924–1926), kiedy przebywał w Biurze Artylerii Francuskiej Misji Wojskowej.
Od 15 października do 15 grudnia 1930 odbył Kurs Próbny przy Wyższej Szkoły Wojennej dla oficerów, powołanych jako kandydatów na kurs normalny 1930–1932. Od 5 stycznia 1931 był słuchaczem XI Kursu Normalnego Wyższej Szkoły Wojennej w Warszawie. Z dniem 1 listopada 1932, po ukończeniu kursu i otrzymaniu dyplomu naukowego oficera dyplomowanego, został przydzielony do 13 Dywizji Piechoty w Równem, a następnie w Inspektoracie Armii w Toruniu na stanowisku II oficera sztabu.
Po agresji III Rzeszy na Polskę był zastępcą szefa Oddziału III (Operacyjnego) sztabu Armii „Pomorze”, został ciężko ranny w Puszczy Kampinoskiej. W okresie okupacji niemieckiej w szeregach Związku Walki Zbrojnej (przemianowanym następnie na Armię Krajową) był szefem sztabu Okręgu Warszawa Województwo i oficerem Oddziału III Komendy Głównej. W konspiracji stracił nogę.
W lipcu 1944 zgłosił się do Ludowego Wojska Polskiego. Początkowo organizował służbę historyczną. Był najpierw kierownikiem Wojskowego Biura Historycznego w Wojskowym Instytucie Naukowo-Wydawniczym, a następnie szefem Oddziału Historycznego Sztabu Generalnego WP. Następnie był oficerem do specjalnych poruczeń szefa Sztabu Generalnego (1947). Po wypełnieniu misji specjalnej, skierowany do Akademii Sztabu Generalnego, gdzie był dyrektorem nauk, a następnie wykładowcą.
W 1948 został usunięty z wojska. Od lutego 1949 był redaktorem naukowym w wydawnictwie „Prasa Wojskowa”. 13 maja 1950 aresztowany przez funkcjonariuszy Ministerstwa Bezpieczeństwa Publicznego pod fałszywymi zarzutami, rok później skazany na karę dożywotniego więzienia. W 1951 wszystkie jego utwory zostały wycofane z polskich bibliotek oraz objęte cenzurą. 15 października 1955 zwolniony, a w kwietniu 1956 zrehabilitowany. Pracował następnie w Instytucie Historii Polskiej Akademii Nauk na stanowisku zastępcy profesora początkowo w Dziale Historii Sztuki Wojennej, a następnie w Zakładzie Historii Polski w II wojnie światowej.
Był autorem wielu publikacji z dziedziny historii wojskowości oraz techniki i taktyki artylerii. W latach 1945–1948 publikował artykuły o kampanii wrześniowej w „Bellonie”, „Odrodzeniu”, „Tygodniu”, „Żołnierzu Polskim” oraz w dziennikach „Polska Zbrojna”, „Robotnik” i „Życie Warszawy”.
Działał w Związku Uczestników Walki Zbrojnej, w którym był wiceprezesem Zarządu Głównego, a następnie w Związku Bojowników o Wolność i Demokrację jako członek Rady Naczelnej i Zarządu Głównego oraz przewodniczący Komisji Odznaczeniowej.
Zmarł 11 kwietnia 1959 podczas rekonwalescencji w Sanatorium Wojskowym w Otwocku. Został pochowany w Alei Zasłużonych na Cmentarzu Wojskowym na Powązkach w Warszawie (A29-półkole 1-8).

## Życie prywatne
Mieszkał w Warszawie przy ul. Filtrowej 63. Od 1930 żonaty z Wandą z Mikulskich (1908–1995). Małżeństwo miało córkę i syna.

## Awanse
- chorąży – 1920
- podporucznik – czerwiec 1922
- porucznik – styczeń 1924
- kapitan – 27 stycznia 1930 ze starszeństwem z dniem 1 stycznia 1930 i 69. lokatą w korpusie oficerów artylerii
- major – ze starszeństwem z dniem 1 stycznia 1936 i 54. lokatą w korpusie oficerów artylerii[5]
- podpułkownik – 11 listopada 1942
- pułkownik – 1945
- generał brygady – 22 lipca 1947

## Ordery i odznaczenia
- Order Krzyża Grunwaldu III klasy (1945)
- Krzyż Walecznych (1920)
- Srebrny Krzyż Zasługi (10 listopada 1928)[6]
- Krzyż Partyzancki (1946)
- Odznaka Pamiątkowa Generalnego Inspektora Sił Zbrojnych (12 maja 1936)

## Upamiętnienie
- Tablica pamiątkowa na budynku przy ul. Filtrowej 63, w którym mieszkał, została odsłonięta w 2008[7].

## Publikacje
- Geneza powstania warszawskiego, Sp. Wyd. „Czytelnik”, Warszawa 1946.
- Kampania wrześniowa, Sp. Wyd. „Czytelnik”, Warszawa 1946.
- 1939 i 1944. Kilka zagadnień polskich, Wyd. „Książka i Wiedza”, Warszawa 1957.
- Uwagi i polemiki. Na marginesie londyńskiego wydania „Polskie Siły Zbrojne w II wojnie światowej”. Wyd. MON, Warszawa 1958.
- Powstanie warszawskie, Wyd. „Książka i Wiedza”, Warszawa 1959.
- W kraju i na obczyźnie, Wyd. „Książka i Wiedza”, Warszawa 1971.
- Pamiętniki, Wyd. „Książka i Wiedza”, Warszawa 1965; Wyd. MON, Warszawa 1987, ISBN 83-11-07462-3.